# Churchill Falls
Pour les chutes Churchill, voir Chutes Churchill.
Churchill Falls est une communauté située au centre du Labrador, dans la partie continentale de la province de Terre-Neuve-et-Labrador, au Canada. Elle abrite la centrale de Churchill Falls et est une cité ouvrière.

## Histoire
John McLean (1797–1890), un employé de la Compagnie de la Baie d'Hudson, aurait été le premier Européen à voir les chutes Churchill en 1839. En 1967, les travaux de la centrale débutèrent, officiellement inaugurés par le premier ministre Joey Smallwood, tandis que les installations résidentielles furent également lancées cette année-là. La ville a été construite autour d'un complexe urbain, le Donald Gordon Centre, avec des équipements tels qu'une école, un gymnase, une épicerie, un hôtel, un restaurant, une bibliothèque, un club de curling et une piscine. Des logements permanents ont été construits en 1969.
La communauté est gérée et exploitée par Nalcor Energy et reste une cité ouvrière à ce jour. Elle n'a pas le statut de Town.

## Géographie

### Situation
La communauté de Churchill Falls se trouvent sur le fleuve Churchill, près des chutes Churchill, l'une des plus grandes chutes d'eau du Canada. Elle se trouve à environ 245 kilomètres à l'est de Labrador City.

### Climat
Selon la classification climatique de Köppen, Churchill Falls a un climat subarctique (Dfc) avec des hivers longs et froids et des étés courts et doux.

## Démographie
Churchill Falls fait partie de la Division No. 10, Subdivision D. Au recensement de 2016, la ville comptait 705 habitants avec un total de 369 logements privés. La population était répartie avec 160 personnes de 0 à 14 ans, 530 de 15 à 64 ans et 10 à 65 ans ou plus. L'âge moyen était de 32,4 ans.
L'anglais était la langue maternelle de 695 résidents, tandis que le français était la langue maternelle de 10 résidents. Au total, 40 résidents ont déclaré appartenir aux Premières Nations, tandis que 60 étaient Métis et 15 étaient Inuits.

## Transports
Churchill Falls est reliée par la route Trans-Québec–Labrador à Labrador City et Baie-Comeau au Québec.
L'aéroport de Churchill Falls dessert la communauté. Il y avait des vols réguliers vers Goose Bay et Wabush dans les années 1970.

## Sports et loisirs
La Terry Smith Memorial Arena, du nom d'un résident de longue date, est l'une des installations les plus populaires de la ville. L'école secondaire Churchill Falls répond aux besoins de l'école Eric G. Lambert ainsi qu'aux équipes de badminton et de hockey sur glace. Le club de curling est basé au Donald Gordon Center. Il y a aussi des terrains de football et une piscine dans la communauté.